# Reálné gymnázium Křemencova
Reálné gymnázium v Křemencově ulici (Masarykovo I. státní československé reálné gymnasium, Praha II - Nové Město, Křemencova ul. 12) je bývalá střední škola v Praze.

## Historie
První státní reálné gymnázium bylo založeno 7. října 1871 poté, co ministr Jireček navštívil v Praze českou reálku a byl požádán o založení vyššího stupně zemským školním inspektorem pro české střední školství Josefem Vebrem.
Školní rok 1871–72 zahájila škola 29. října v soukromém domě v Eliščině třídě čp. 17 (Revoluční). V následujícím školním roce 1872–73 se gymnázium přestěhovalo z nevyhovujících prostor do Spálené ulice čp. 24 do třípatrové budovy ve dvoře průchozího domu „U Šmerhovských“. Dům patřil „České vzájemné pojišťovně“ a domovníkem v něm byl otec vlasteneckého novináře Josefa Baráka.
Protože prostory již kapacitně nestačily bylo rozhodnuto postavit novou školní budovu. Na vybraném pozemku v Křemencově ulici proti pivovaru U Fleků proběhlo slavnostní otevření a vysvěcení v září roku 1894. Od školního roku 1911–12 se škola postupně rozšiřovala na osmitřídní reálné gymnázium a od školního roku 1922–23 na vyšším stupni zavedla dvě oddělení – humanitní a reální.
Školu absolvovalo téměř 4.000 studentů. Na počátku 80. let 18. století bylo ve třídách zapsáno na 600 žáků, stejný počet jich byl ve školním roce 1914–15. Roku 1930 stav žáků poklesl, od následujícího roku stoupal a v letech 1939 a 1940 měla škola přes 1000 žáků.
Ještě před zrušením roku 1949 sem bylo v dubnu přemístěno několik studentek ze zrušeného Řeholního gymnázia v Ostrovní ulici. Po zrušení budovu nejdřív užíval Armádní umělecký soubor Víta Nejedlého a od roku 1952 Střední průmyslová škola chemická.

### Válečné období
Mezi absolventy jsou padlí v 1. světové válce, legionáři a účastníci prvního domácího odboje. Někteří absolventi zemřeli v německých koncentračních táborech a ve druhém odboji doma a v zahraničních vojenských jednotkách. Šest let byl v koncentračním táboře vězněn ředitel školy František Šišma.
Na čestném místě na hlavním schodišti byla po skončení 2. světové války umístěna pamětní deska s 90 jmény obětí okupace z řad studentů školy. Deska byla později vyměněna za novou, doplněnou o dalších 30 jmen včetně Jaroslava Klímy, Bedřicha Kouly a Václava Šaffránka, studentů zastřelených v ruzyňských kasárnách již 17. listopadu 1939 v souvislosti se studentským protestem 28. října a následujícím pohřbem Jana Opletala.

### Devětsil
Roku 1920 vznikla avantgardní tvůrčí skupina Devětsil z iniciativy několika absolventů prvního poválečného maturitního ročníku, ke které se připojili starší i mladší spolužáci a začínající tvůrci a obdivovatelé moderního umění ze žižkovského gymnázia.

## Názvy školy
- Císařsko-královské české reálné a vyšší gymnázium v Praze
- C.K. české reálné gymnázium v Křemencově ulici
- České reálné gymnázium v Křemencově ulici
- Masarykovo I. státní reálné gymnázium v Praze II.

## Učitelé a absolventi
Ředitelé
Jmenovanými (definitivními) řediteli školy od počátku její existence byli:
- Josef Valenta
- M. Trapl
- J. Šafránek
- J. Hiller
- K. Rón
- František Šišma

Učitelé
- Antonín Boháč
- Jakub Husník
- Josef Král
- Antonín Rezek
- František Dolejška

Absolventi
Absolventy gymnázia byli například historik umění Jiří Kotalík, náčelník Junáka Antonín Benjamin Svojsík, architekti Kamil Roškot, Karel Honzík a Jiří Novotný, malíř Antonín Slavíček, hudební skladatel J.B. Foerster, spisovatel Vladislav Vančura, Karel Teige, Adolf Hoffmeister, Jiří Voskovec a Jan Werich, psychiatr Vladimír Vondráček, Jindřich Vodák, Jiří Weil, Vladimír Škutina, Karel Fabián, nakladatel Rudolf Škeřík, herci Ladislav Boháč a Miloš Nedbal, režisér Zdenek Sirový. Z dívčího gymnázia sem roku 1949 přišla například Jiřina Bohdalová.